# Thames & Hudson
Thames & Hudson (også Thames and Hudson og forkortet T&H) er et anglo-amerikansk forlagshus, som har specialiseret sig i kunstbøger og illustrerede værker.
Forlaget blev grundlagt af Walther og Eva Neurath i 1949 og er stadig familieejet. Navnet er valgt efter Thames River og Hudson River for at markere tilknytning på begge sider af Atlanterhavet.
Hovedsædet er beliggende i London, med datterselskaber i New York (Thames & Hudson USA) og Paris. Emner de specielt er inde i omfatter arkæologi, arkitektur, dekorativ kunst/brugskunst, historie, kunst og kunsthistorie, fotografi, religion og spiritisme/åndsfilosofi. Enkelte børnebøger er også blevet udgivet.
Thames & Hudsons World of Art-serie er velkendt. De udgiver ofte bøger til større internationale vandreudstillinger og mindeudstillinger for kendte kunstnernavne og samarbejder også gerne med forlag i andre lande.